# Syrrhopodon platycerii
Syrrhopodon platycerii är en bladmossart som beskrevs av Mitten in Seemann 1873. Syrrhopodon platycerii ingår i släktet Syrrhopodon och familjen Calymperaceae. Inga underarter finns listade i Catalogue of Life.